# Perales (Palencia)
Perales ist ein nordspanisches Dorf und Hauptort einer Gemeinde (municipio) mit 118 Einwohnern (Stand: 2024) in der Provinz Palencia in der Autonomen Gemeinschaft Kastilien-León. Neben dem Hauptort Perales gehören die Weiler Villafruela und Villaldavín zur Gemeinde.

## Lage und Klima
Perales liegt in der Region Tierra de Campos auf der kastilischen Hochebene in einer Höhe von ca. 770 m. Die Provinzhauptstadt Palencia befindet sich mit ihrem Stadtzentrum etwa 20 Kilometer (Fahrtstrecke) südsüdöstlich.
Das Klima im Winter ist durchaus kalt, im Sommer dagegen warm bis heiß; die eher spärlichen Regenfälle (ca. 528 mm/Jahr) fallen überwiegend im Winterhalbjahr.

## Bevölkerungsentwicklung
| Jahr      | 1970 | 1981 | 1991 | 2001 | 2011 | 2021 |
| --------- | ---- | ---- | ---- | ---- | ---- | ---- |
| Einwohner | 264  | 183  | 165  | 103  | 143  | 93   |

## Sehenswürdigkeiten

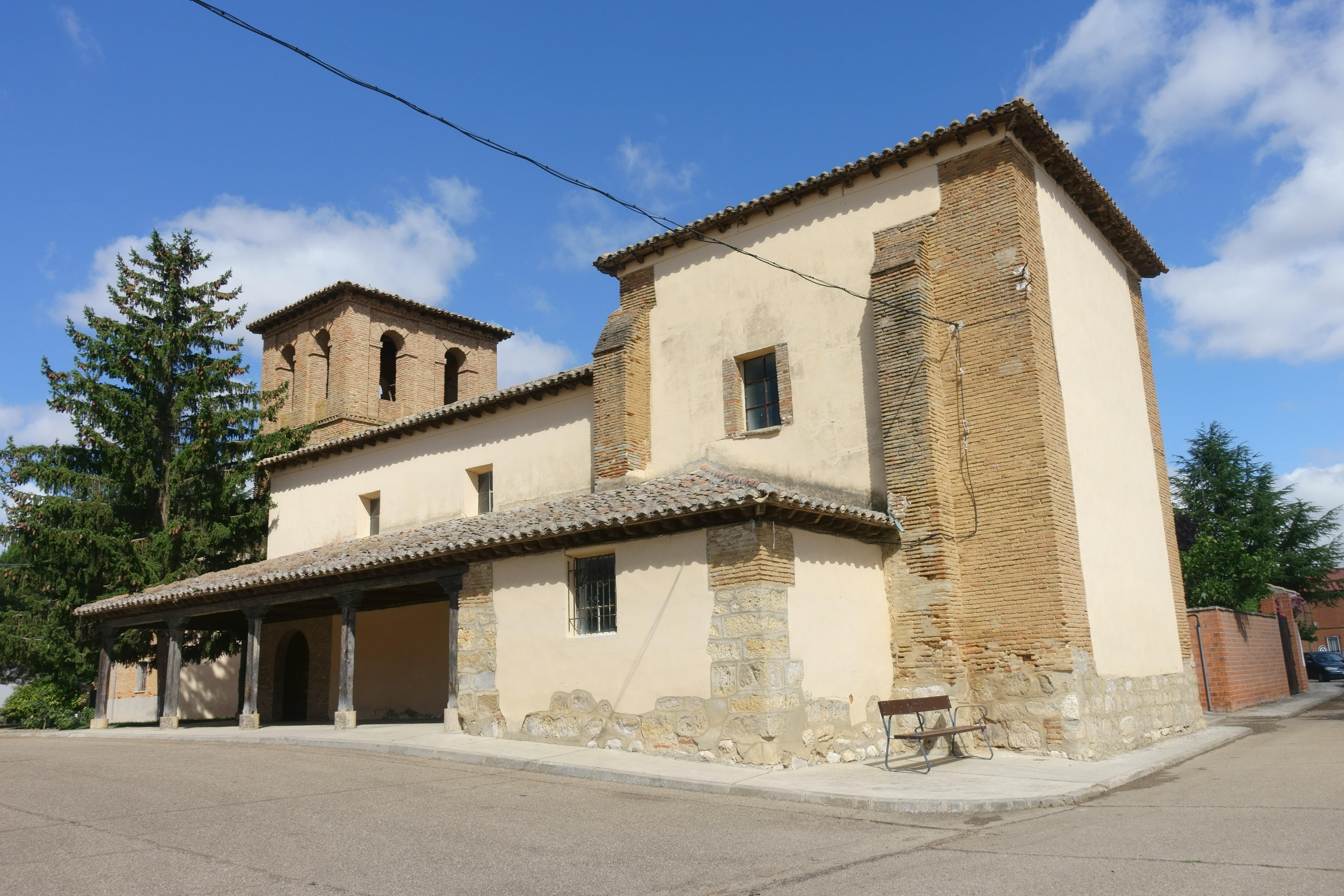
Klosteranlage Santa María de Perales
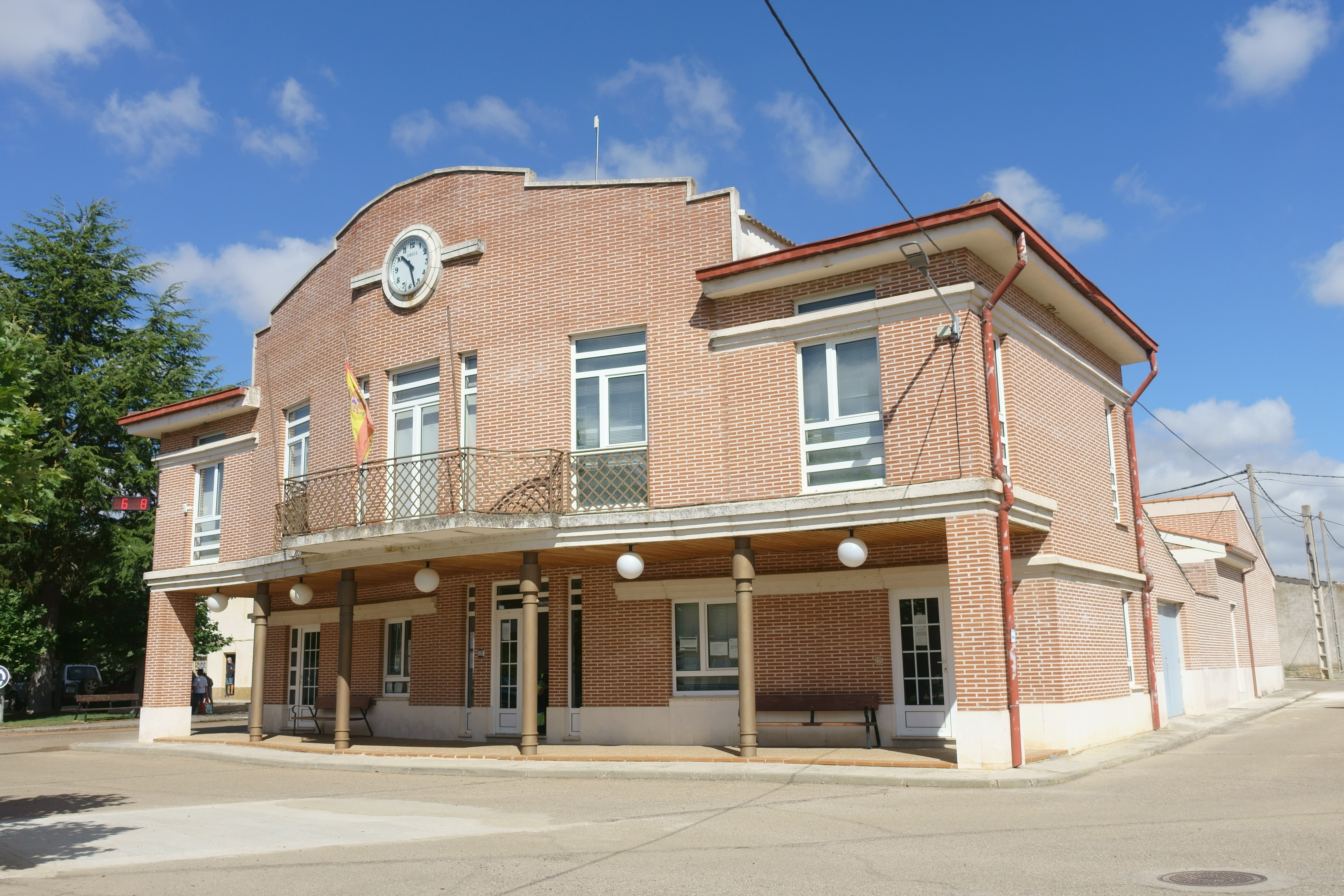
Peterskirche

- Peterskirche
- Rathaus